# Europa (film)
Europa – film z 1991 roku, w reżyserii Larsa von Triera.

## Obsada
- Jean-Marc Barr jako Leopold Kessler
- Barbara Sukowa jako Katharina Hartmann
- Udo Kier jako Lawrence Hartmann
- Ernst-Hugo Järegård jako wuj Kessler
- Erik Mørk jako ojciec
- Jørgen Reenberg jako Max Hartmann
- Henning Jensen jako Siggy
- Eddie Constantine jako pułkownik Harris
- Max von Sydow jako narrator
- Benny Poulsen jako Steleman
- Erno Müller jako Seifert
- Dietrich Kuhlbrodt jako inspektor
- Michael Phillip Simpson jako Robins
- Holger Perfort jako pan Ravenstein
- Anne Werner Thomsen jako pani Ravenstein